# Johann Friedrich Christoph Meyer
Johann Friedrich Christoph Meyer (* 4. August 1792 in Schwerin; † vor dem 18. Juli 1852 in Redefin) war ein deutscher Pädagoge.

## Leben
Meyer war Sohn des Herzoglichen Lakaien Gabriel Martin Meyer. Die Familie zog 1796 nach Ludwigslust, wo er ab 1708 seine erste Schulbildung erhielt. Von 1806 bis 1808 besuchte er die 1704 von Christoph Gensch von Breitenau gestiftete Lateinschule in Plön, das Breitenausches Gestift (auch Breitenavianum), auf welches heute die Tradition des Gymnasium Schloss Plön zurückgeht. Von 1808 bis 1810 besuchte er die Domschule Schwerin. 1811 begann er sein Studium der Theologie an der Universität Jena und gehörte zu den Mitstiftern des Corps Vandalia Jena. 1812 wechselte er an die Universität Berlin und bekam Kontakt zu Friedrich Ludwig Jahn. In den Befreiungskriegen 1813–1815 war er Mitglied des Lützowschen Freikorps. Ab 1816 schloss er sein Theologiestudium an der Universität Rostock ab. 1817 wurde er Lehrer an der Domschule Schwerin, die 1818 in Fridericianum Schwerin umbenannt wurde. 1818 wurde er Konrektor der Gelehrtenschule in Ludwigslust und 1821 deren Rektor. 1827 wurde er Mitglied im Kuratorium des örtlichen Lehrerseminars. Meyer wurde 1831 mecklenburgischer Schulrat mit Dienstsitz in Schwerin und amtierte bis zu seiner Pensionierung am 7. November 1851 auf Betreiben kirchlicher Kreise. Er verstarb unter nie aufgeklärten Umständen. Seine Leiche wurde am 18. Juni 1852 in einem Forst bei Redefin, nach anderer Quelle auf der Rennbahn in Redefin, aufgefunden und am 20. Juli 1852 in Hagenow bestattet.
Meyer war Mitglied zahlreicher Vereine und Gesellschaften. Seit 1834 war er als Freimaurer Mitglied der Schweriner Loge Harpokrates zur Morgenröthe und Gründungsmitglied des Vereins für mecklenburgische Geschichte und Altertumskunde. 1835 wurde er Mitglied des Patriotischen Vereins in Mecklenburg.

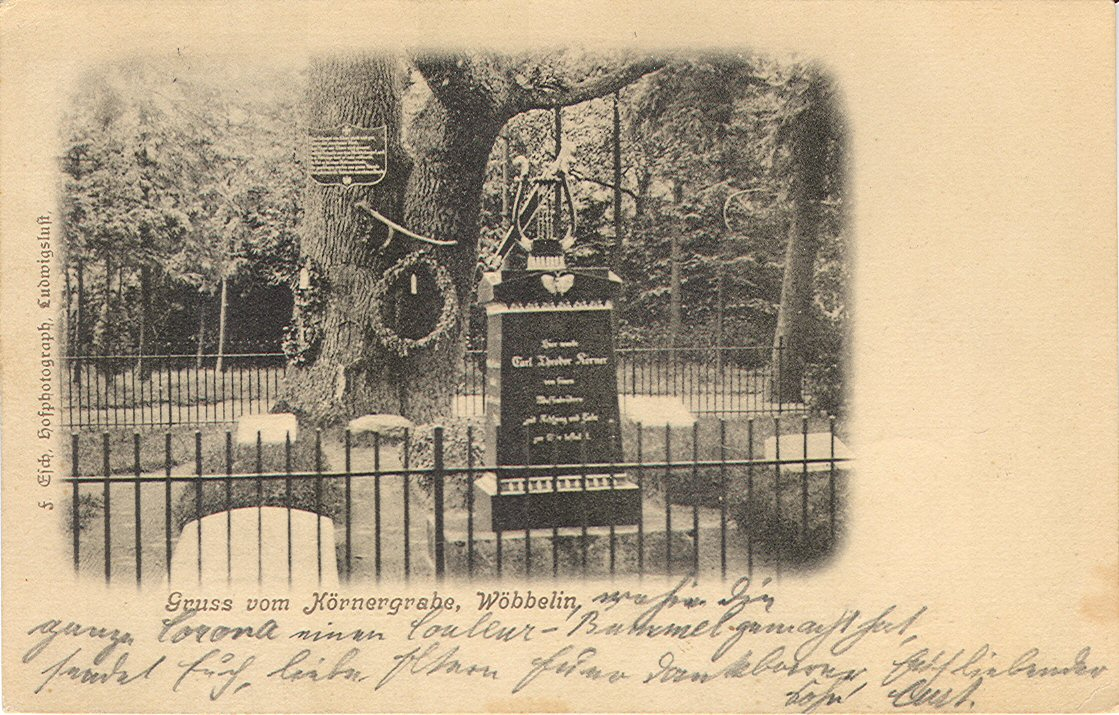
Die Körner-Eiche mit der Waffe Schnelles und der Gedenktafel von 1845 (um 1900)

1845 hielt er bei der Gedenkfeier für den Befreiungskämpfer Gottlieb Schnelle („Schwertfeier“) am Grabe Theodor Körners in Wöbbelin die Festrede.